# Peciña
Peciña es una localidad perteneciente al municipio San Vicente de la Sonsierra, en la comarca de Rioja Alta, en la comunidad autónoma de La Rioja en España. Situada a 6 km del núcleo urbano en plena sierra de Toloño, tiene una altitud de 700 metros sobre el nivel del mar y una población de 5 habitantes según el padrón del año 2023.

## Historia
Originalmente, Peciña era conocida como La Piscina, pues estuvo edificada en el mismo lugar en que actualmente se localiza la Ermita de Santa María de la Piscina. En el siglo XIV fue arrasada por Enrique de Trastámara, que -al no poder tomar el castillo de San Vicente- ordenó quemar sus aldeas. Hacia el siglo XV, la villa fue edificada de nuevo, con su nombre y localización actuales.
Según el Diccionario geográfico-histórico de España: por la Real Academia de la Historia. Sección II, comprende la Rioja ó toda la provincia de Logroño y algunos pueblos de la de Burgos, publicado en 1846, de Ángel Casimiro Govantes,  Peciña contaba con 16 vecinos y 81 almas en 1841. Por otro lado, en el Diccionario geográfico-estadístico-histórico de España y sus posesiones de Ultramar, de los años 1845-1850, Pascual Madoz afirma que la aldea poseía entonces 22 vecinos y 95 almas.

## Demografía
Peciña contaba a 1 de enero de 2023 con una población de 5 habitantes, 3 hombres y 2 mujeres.
| Gráfica de evolución demográfica de Peciña entre 2000 y 2010                                     |
|                                                                                                  |
| Población de derecho (2000-2010) según los censos de población del INE a 1 de enero de cada año. |

## Lugares de interés

### Monumentos religiosos
- Iglesia parroquial de San Martín.

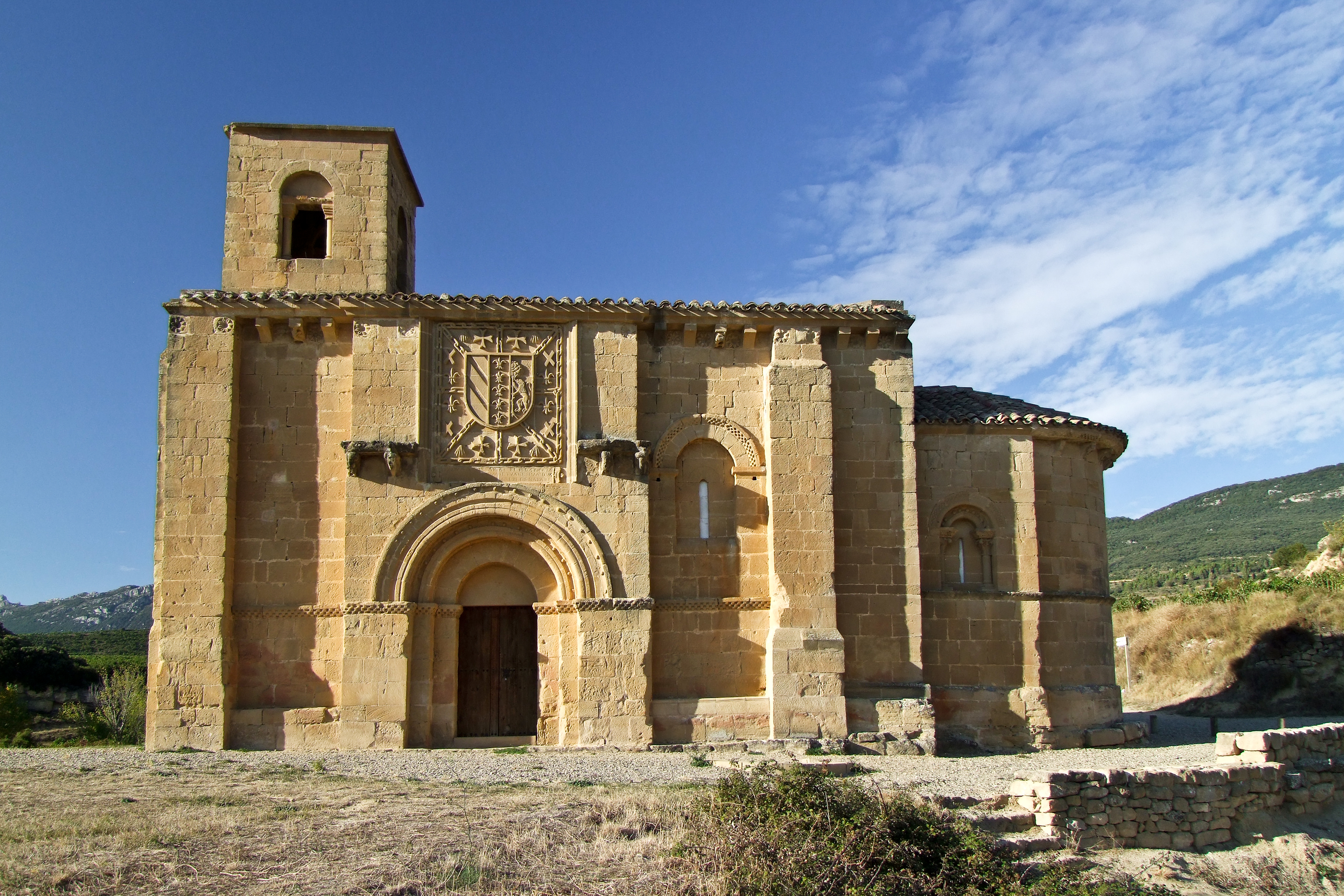
Ermita de Santa María de la Piscina.

- Ermita de Santa María de La Piscina.